# Roberto Mamani Mamani
Roberto Aguilar Quisbert más conocido como Roberto Mamani Mamani  (Cochabamba, 6 de diciembre de 1962) es un artista aymara de Bolivia. Su obra es significativa por el uso que hace de la tradición y los símbolos indígenas aymaras. Su arte se ha exhibido en todo el mundo, incluidos espectáculos en Washington D. C., Tokio, Múnich, China, Singapur y Londres.
Las pinturas de Mamani Mamani se basan en su herencia aymara e incluyen imágenes coloridas y estilizadas de madres indígenas, cóndores, soles y lunas, entre otros temas. Mamani Mamani utiliza colores fuertes y vibrantes similares a los colores que aparecen en los tejidos artesanales tradicionales que son ampliamente utilizados por los pueblos indígenas del Altiplano boliviano. Su uso de símbolos indígenas es especialmente significativo en el contexto sudamericano, donde las culturas indígenas han sido vistas como inferiores a la cultura europea. Ha estudiado Derecho y Agronomía.
En 2016 realizó murales en las paredes del conjunto de vivienda social Wiphala, ubicado en El Alto.

## Premios
- 1er puesto en fotografía, Día Mundial de la Población, 1990, ONU.
- 1er Puesto en dibujo, Salón Pedro Domingo Murillo, 1991, Bolivia.
- Finalista en la Bienal de Arte Sacro 1998, Argentina.

## Enlaces web
- Esta obra contiene una traducción  derivada de «Roberto Mamani Mamani» de Wikipedia en inglés, publicada por sus editores bajo la Licencia de documentación libre de GNU y la Licencia Creative Commons Atribución-CompartirIgual 4.0 Internacional.

- Datos: Q3436928
- Multimedia: Roberto Mamani Mamani / Q3436928